# Сульфат радия
Сульфат радия — неорганическое соединение, соль щелочноземельного металла радия и серной кислоты с формулой RaSO4, бесцветные кристаллы, не растворимые в воде.

## Получение
- Действие на растворимые соли радия или гидроксид радия разбавленной серной кислоты или растворимого сульфата:

{\displaystyle {\mathsf {RaCl_{2}+H_{2}SO_{4}\ {\xrightarrow {}}\ RaSO_{4}\downarrow +2HCl}}}
{\displaystyle {\mathsf {RaBr_{2}+Na_{2}SO_{4}\ {\xrightarrow {}}\ RaSO_{4}\downarrow +2NaBr}}}

## Физические свойства
Сульфат радия образует бесцветные кристаллы. Как и сульфаты всех щелочноземельных металлов, (в частности, сульфат бария), не растворяется в воде. 

## Химические свойства
- При сплавлении реагирует с карбонатом натрия:

{\displaystyle {\mathsf {RaSO_{4}+Na_{2}CO_{3}\ {\xrightarrow {T}}\ RaCO_{3}+Na_{2}SO_{4}}}}
- Сульфат радия не растворим в щелочах и большинстве кислот, однако растворим в хлорной воде, бромистоводородной и иодоводородной кислотах, растворах гидрокарбонатов щелочных металлов[3].

- Вступает во взаимодействие с концентрированной серной кислотой, которая переводит нерастворимый сульфат в хорошо растворимый гидросульфат радия:

{\displaystyle {\mathsf {RaSO_{4}+H_{2}SO_{4}\ {\xrightarrow {\ }}\ Ra(HSO_{4})_{2}}}}
- При прокаливании с углём или коксом сульфат восстанавливается до сульфида:

{\displaystyle {\mathsf {RaSO_{4}+4C\ {\xrightarrow {T}}\ RaS+4CO}}}